# Vivus Kolbenova
Vivus Kolbenova je vznikající rezidenční čtvrť v Praze 9-Vysočanech s několika polyfunkčními budovami. Nachází se mezi ulicemi Kolbenova, Smržových a Na Černé strouze poblíž stanice metra Kolbenova na pozemcích zkrachovalého strojírenského podniku ČKD DIZ. Areál zabírá plochu 3,2 hektaru. Na jihu sousedí s 1. etapou rezidenčního souboru Čtvrť Emila Kolbena a na severu s AFI City.

## Popis a historie

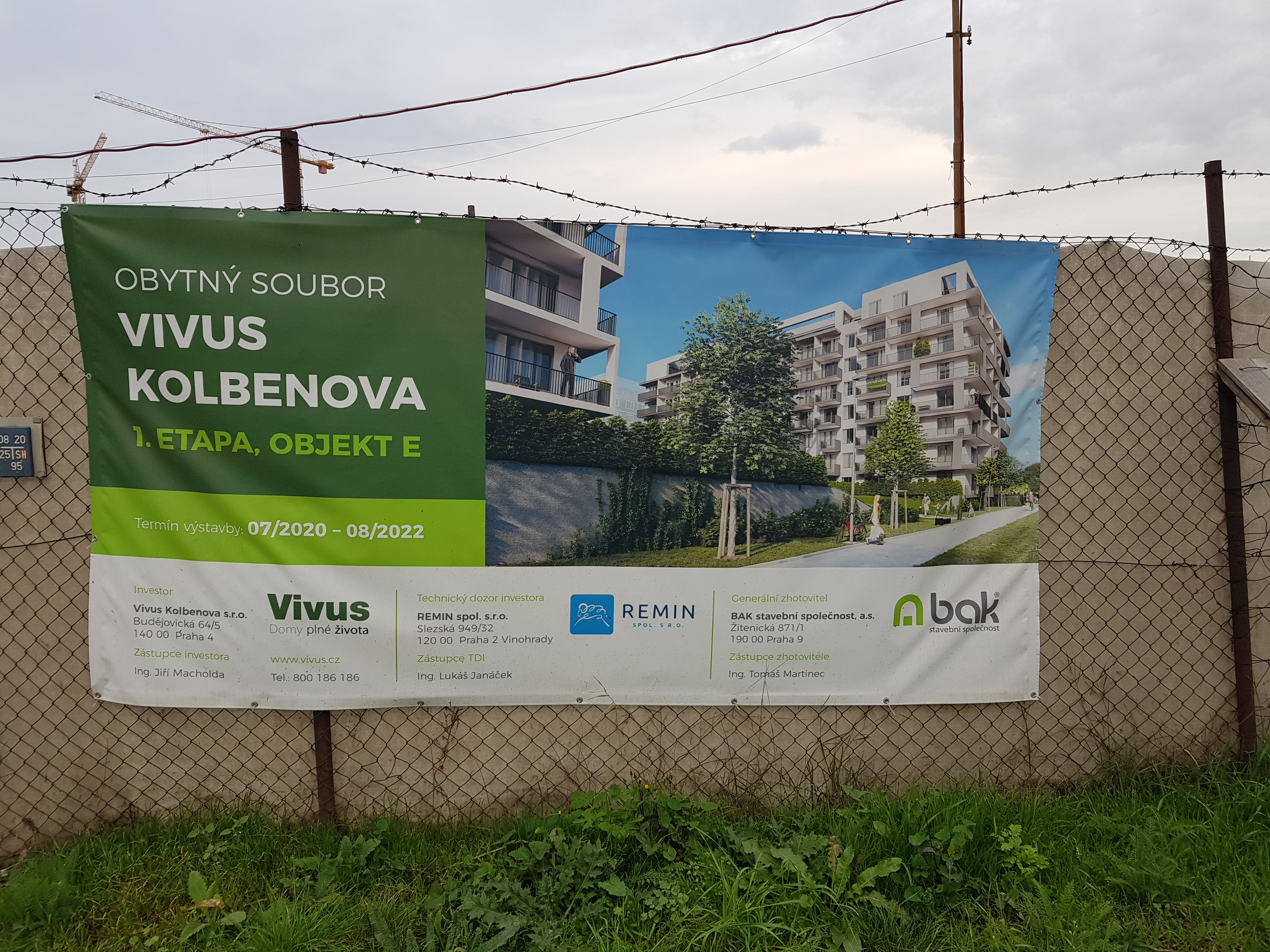
Banner k 1. etapě

Za projektem stojí developer Vivus Kolbenova s. r. o. (do obchodního rejstříku zapsán 09. prosince 2015), což je obchodní název společnosti Pankrác, a. s., kterou majetkově ovládá bývalý profesionální tenista Milan Šrejber. V roce 2019 došlo k demolici továrních hal a následující rok začala výstavba. Projekt je rozdělen do pěti etap a nabídne více než 1000 nových bytů. Komplex bude tvořit osm budov o 8, 10 a 15 nadzemních podlažích. V severní části u hlavní ulice Kolbenova vznikne náměstí, kde budou logicky převažovat komerční a kancelářské prostory. Projekt by měl být podle původních plánů dokončen v roce 2022 a vynaložené náklady jsou vyčísleny na více než tři miliardy korun.
V areálu vznikne rovněž 720 podzemních parkovacích stání. Ve společných prostorech je počítáno s technickým zázemím, kolárnou a kočárkárnou. Domy jsou naplánovány v nízkoenergetickém standardu s průkazem energetické náročnosti budovy B – velmi úsporná.

## 1. etapa

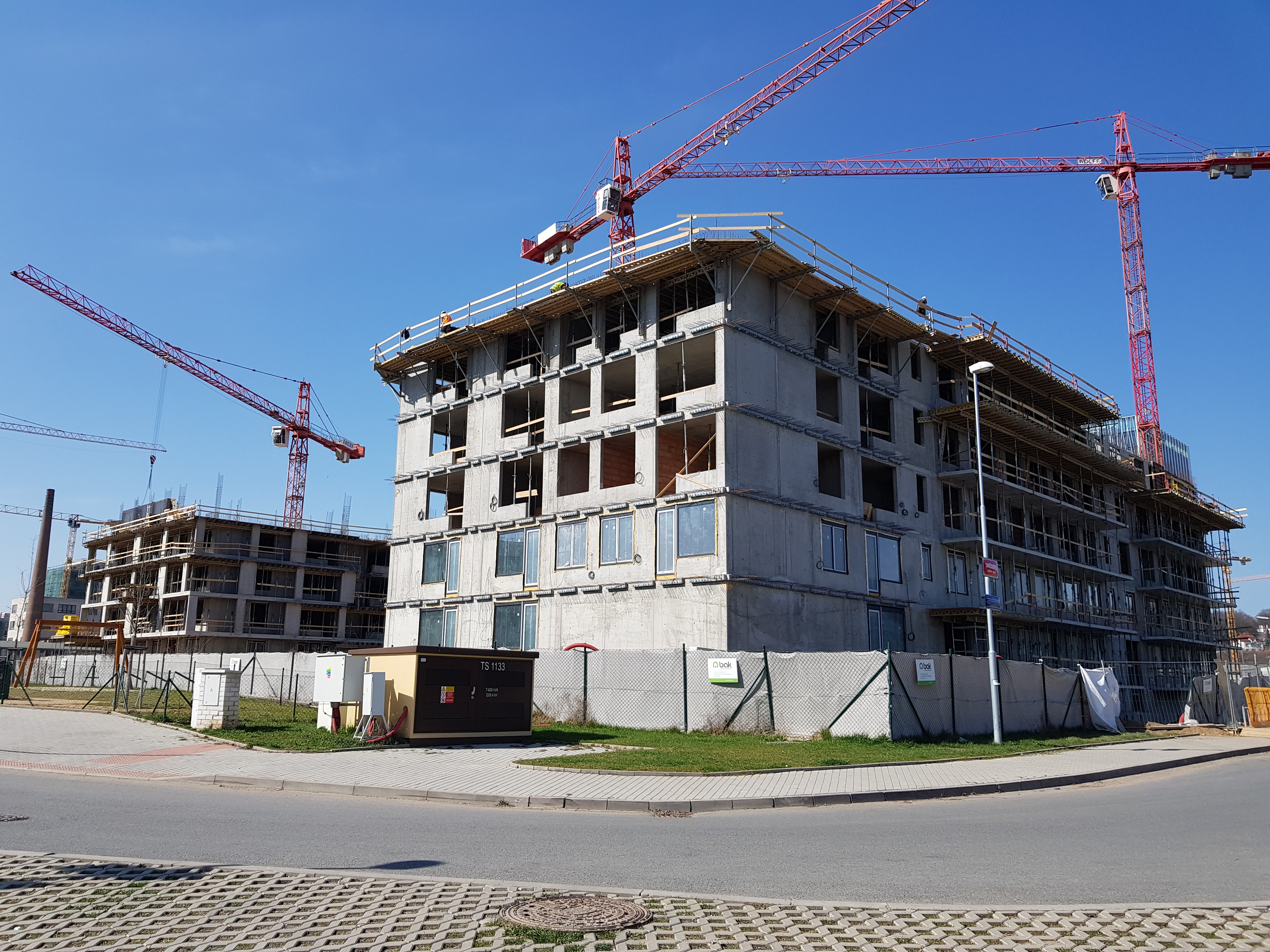
1. etapa na jaře 2021

První etapa vznikla v letech 2020–2022 v jihovýchodní části areálu a tvoří ji dva osmipodlažní bytové domy se společným prvním a druhým podzemním podlažím. Osmé nadzemní podlaží je ustupující. Budovy jsou pracovně označeny E1 (východní, Smržových čp. 1035/10 a 12) a E2 (západní, čp. 1035/14 a 16). V nich se nachází 255 bytů (v budově E1 141 jednotek) o dispozici od 1+kk po 4+kk a velikosti od 27 do 115 metrů čtverečních. Součástí bytů jsou předzahrádky, balkóny nebo v posledním podlaží terasy. Developerský projekt disponuje dvoupodlažní podzemní garáží s vjezdem z ulice Smržových. V podzemních prostorách jsou také sklípky pro každou bytovou jednotku.

## 2. etapa

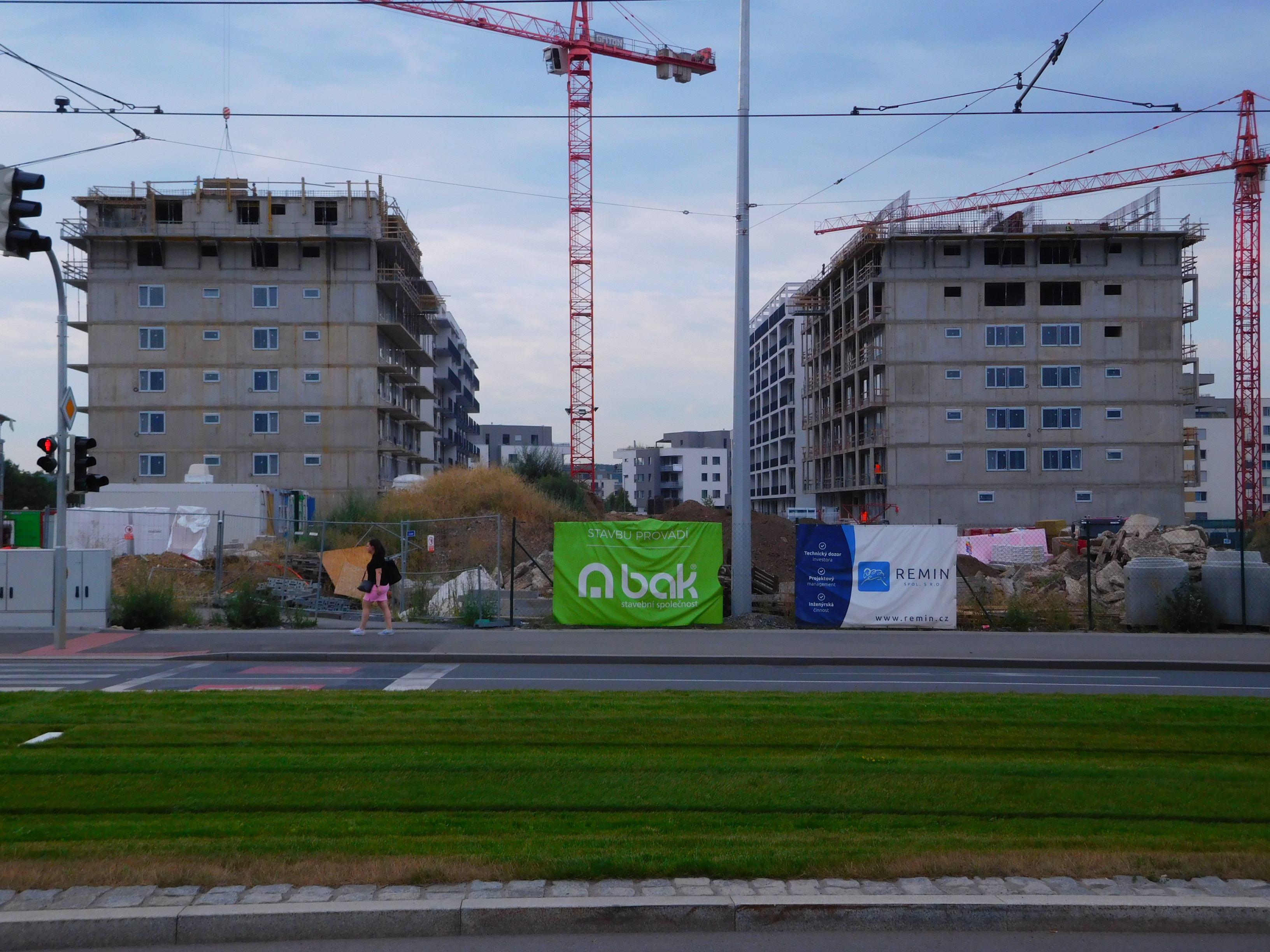
2. etapa, srpen 2022

Druhou etapu tvoří budovy D1 (východní) a D2 (západní), které mají osm nadzemních a společné první a druhé podzemní podlaží. V domech je 165 bytů o dispozici od 1+kk po 4+kk, podlahová plocha se pohybuje v rozmezí od 33 do 105 metrů čtverečních. Poslední nadzemní podlaží je ustupující, byty tam doplňují velké terasy. Součástí je kolárna, kočárkárna a sklepy.